# Српско геолошко друштво
Српско геолошко друштво је добровољна научна организација геолога Србије.

## Историјат
Српско геолошко друштво је основано 1891. године, са задатком: „да геолошки проучава српске и остале земље Балканског полуострва и да своје чланове и остале заинтересоване обавештава о достигнућима геологије и сродних наука“.
Јован Жујовић је са групом својих ученика одржао прву седницу 10. фебруара 1891. године у згради Велике школе у Београду.
Од првих дана почиње активан рад чланова Друштва на упознавању геолошке грађе Србије. Поред тога било је неопходно пратити тада савремене токове геолошке науке, да би релативно заостала домовина што пре стала раме уз раме са развијеним земљама у погледу познавања геолошке грађе.
Резултат овог рада огледао се у брзом напретку српске геологије, а тада постављени темељи омогућили су да друштво опстане преко сто година, са успехом се бавећи развојем геологије на српским просторима.

## Издавачка делатност
Непосредно по оснивању Друштва и по одржавању првих састанака, рад Друштва био је приказиван у листу Професорског друштва „Наставник“, који излази од 1890. године, а спорадично и у листу за науку, књижевност и друштвени живот „Дело“ који излази од 1894. године. Крајем 1897. године, Управа Друштва постиже са редакцијом листа „Дело“ споразум о штампању „Записника Српског геолошког друштва“, као посебне публикације која би се размењивала са одговарајућим публикацијама других геолошких друштава и сродних установа.
„Записници Српског геолошког друштва“, са својом стогодишњом традицијом, данас представљају један од најстаријих српских геолошких часописа.

## Досадашњи председници
- Јован Жујовић (1891—1935)
- Михајло Којић (1935—1939)
- Милан Луковић (1939—1941; 1947—1953; 1961—1963)
- Јован Томић (1945—1946)
- Бранко Димитријевић (1953—1959)
- Стојан Павловић (1959—1960)
- Милоје Протић (1960—1961)
- Никола Пантић (1963—1967; 1991—1998)
- Милош Павловић (1967—1973; 1975—1978)
- Милан Илић (1973—1975)
- Војислав Вујановић (1978—1979)
- Живојин Ђорђевић (1979—1981)
- Александар Грубић (1981—1982; 1998—2002)
- Петар Стевановић (1982—1985)
- Иван Антонијевић (1985—1987)
- Милева Сладић-Трифуновић (1987—1991)
- Миомир Коматина (2002—2004)
- Љупко Рундић (2004—2008)
- Ненад Бањац (2008—2012)
- Зоран Стевановић (2012—2016)
- Мери Ганић (2016— )